# Silver Jubilee
Silver Jubilee es un álbum recopilatorio de los Sex Pistols, lanzado en 2002. El álbum reúne a ocho grabaciones demo con cuatro canciones en vivo.

## Listados de temas
1. "God Save the Queen"
2. "Anarchy in the U.K."
3. "Pretty Vacant"
4. "Problems"
5. "Seventeen"
6. "EMI"
7. "Liar"
8. "Submission"
9. "I Wanna Be Me (Live)"
10. "No Feelings (Live)"
11. "No Fun (en vivo)"
12. "I'm a Lazy Sod"